# 조나타스 벨루수
조나타스 엘리아스 벨루수(포르투갈어: Jonatas Elias Belusso, 1988년 6월 10일 ~ ), 간단히 조나타스 벨루수라고도 부르는 브라질의 프로 축구 선수로 포지션은 공격수다. 대한민국 프로팀 강원 FC와 서울 이랜드 FC에서 활약한 바 있으며, K리그 등록명은 벨루소였다. 2018년 현재 캄페오나투 브라질레이루 세리이 A EC 비토리아에서 활약하고 있다.

## 축구인 경력

### 클럽 경력
2011년 브라질 메트로폴리타누에서 데뷔하였으며, 많은 팀을 거쳐 2014년에는 키프로스 에르미스 아라디푸에서 활약하기도 했다.
2015년 2월 대한민국 K리그 챌린지의 강원 FC로 임대 이적하였다. 강원 FC에서 31경기 출전 15골을 기록하며 대활약한 그는 시즌 후 임대복귀로 팀을 떠났다.
2016년 2월 서울 이랜드 FC로의 이적이 발표되었다. 서울 이랜드 측은 벨루수가 가지고 있는 시리아 국적을 통해 아시아 쿼터 해당 선수로 영입하였다고 밝혔다.